# あやしいわーるどII
あやしいわーるどII(1999年7月8日- )とは、あやしいわーるど電子掲示板群の内の一つであり、通称「ぁぃぁぃ」と呼ばれる。管理人はAGStar。

## 概要
管理人が認めた少数の利用者が使うプロバイダ以外をすべてアクセス制限している。その制限の方法も豪快で、以前は制限されたプロバイダからのアクセスに対してブラウザクラッシャーを表示するようにしていた。そのため、IIのURLを2ちゃんねる等にコピーペーストする遊びまで起こった。よって、2ちゃんねるでは、IIというサイトは掲示板ではなくブラウザクラッシャーとして知られている。 話題は着せ替え人形や同人誌など、管理人の好む内容だけに限定されており、それ以外の話題を持ち込むとすぐにアクセス制限される。
現状として、この厳しい制限のせいでIIはあやしいわーるどの中で孤立した立場に有ると言わざるを得ない。現在は規制が若干緩和されているという見方もあるが、ページのアクセス数は最盛期と比べて著しく減少している。 それでも、あやしいわーるどにおいてIIがメインだった時期があることは否めず、またIIの排他政策によって、他の多くのあやしいわーるど系の掲示板が生まれる結果となったのは事実ではある。

## あやしいわーるど@ARENA
1999年7月8日あやしいわーるどIIは、「あやしいわーるど@ARENA」

の名称で運営開始された。この名称は偶然にも東芝クレーマー事件を彷彿とさせる。
当時、住人が集中し重くなっていた「あやしいわーるど REQUIEM」の退避板が乱立していた。主に無料掲示板で運営されていた「あやしいわーるど退避板」と比べ、初めてともいえるWebARENAでの運営であった。激しくリロードを繰り返す住人による掲示板スクリプトへの負荷が著しく軽減したため、当時メイン級掲示板だった「あやしいわーるどREQUIEM」などからの住人の移動が多数あった。
なお、広報室に掲げられていた運営方針『しばさんの主催する「あやしいわーるど」が復活を遂げる日まで、いかなる事があろうとも掲示板を維持する。』という言葉が多くの住人の支持を得ることになった。

## あやしいわーるどIIへ
1999年7月21日午後11時35分頃、不調により一瞬停止する。再開したときに、「あやしいわーるどII」へと名称が変更されていた。

以後、中止期間はあれど、「あやしいわーるどII」はこの名前で続くことになる。

## あやしいわーるどメイン
様々な住人、別の匿名掲示板からの難民などが集まり盛況となった。管理が厳格なため非常に居心地がよく、ここで生まれた名言、テンプレ、文字絵、習慣などは多い。特に「リバース系掲示板」は、それぞれにおいて独自の習慣を少なからず受け継いでいる。WebARENAの利用、あやしいわーるどにおけるアクセス制限導入はその最たるものであると考えられる。アンダーグラウンドな雰囲気が強く、大学生など学術系の人も多かったため自由な雰囲気が保たれた。

## 管理体制

### アクセス制限
スクリプトキディなどによる荒らし、自作自演、負荷攻撃などが横行したため、AGStarは一部のプロバイダからの接続を弾く、つまりはアクセス規制することで管理するようになる。このことはあやしいわーるどのメイン級各板に受け継がれている。この事であやしいわーるどの多くは個人板である、との認識が高まった。

### NGワード導入
荒らしなどによる一部の問題行動を制限するため、AGStarはNGワードを導入した。その他、固定IP識別による強制ハンドル化などもその維持姿勢を顕著に表す。これらの規制等はあやしいわーるど@みらい等で受け継がれており、あやしいわーるど@上海などでも導入されている。

## 文化

### アニメホーダイ
地上波放送などにおけるアニメ、特撮番組などの時間になると、その番組を視聴し感想をリアルタイムで書き込む事が日常化した。もちろん、当時はインターネットにおけるストリーミング放送などの実用的運営がまだであったため、各自がそれぞれテレビを視聴しながらその感想を述べる、ネタ化するなどのインターネット文化になった。これらは日本のインターネットユーザー全域にまで広がっている。黎明期におけるインターネット文化の発端の一つであるといえよう。なお、ホーダイの由来はNTTのテレホーダイに由来する。

### 萌えホーダイ
萌えホーダイは元々「あやしいわーるど REBIRTH」の時代、テレホーダイ終了間際に萌える対象を叫ぶ習慣で、「あやしいわーるどII」において劇的進化を遂げた。これはあやしいわーるどIIとあやしいわーるど@みらい後継のあやしいわーるど@qwertyなどで継続されている。

### あやしいストリート
ジオシティーズの一区画をまるごとあやしい住人で埋め尽くし、あやしいストリートとするお遊び。だがここから色々なネット文化が生まれていくこととなる。同人関係の住人も多かったことから、活発に動きがあった。特筆すべきは高槻、無職絵描き、saxyun、えここ、あおいまなぶ、デジカメ空白などによるあやしいわーるどの同人計画などがあった。廃墟と化したところ、現存するところと様々である。なお、このネット文化は、あやしいわーるど全体に及ぶものになっている。

### ネットラジオ
Live365.comなどによる無料インターネット放送を利用した初期のネットラジオ文化。サーバが海外のため、日本国での著作権等の制約が少なく、主にサーバがあるアメリカ合衆国の合衆国法で取り締まられた。Live365.comの有料化で衰退したが形を変えて根強く続ける者がいる。インターネットにおける初期ネットラジオの一例である。

## 過激な掲示板宣伝工作
Tacticsチャット、あきかん掲示板などに宣伝と称して荒らしを行う者も居た。これらは逆に住人を増やす結果となり、宣伝となったように思われる。このような動きは各所で多々行われており、あやしいわーるど@iRCなどのグループが行ったものではないかと思われる。

## その他
その他、メイン級と呼ばれる掲示板があやしいわーるど@本店にいたるまでWebARENAを利用しているのはAGStarに先見の明があったからだと思われる。なお、色濃くアングラ色の残っていた掲示板のためアクセス制限をした事が後のリバース系分裂を招き、同時にあやしいわーるどIIが衰退していく原因になったと考えられる。

## 各掲示板設立の経緯
リバース系メイン級掲示板の設立の経緯を簡単に説明する。

### あやしいわーるど@クリスマス島　設立の経緯
1999年9月26日相次ぐトラブル、アクセス制限などで辟易した住人たちが後の「あやしいわーるど@クリスマス島」を設立。当初の名称は「とりあえずの退避用」である。その後「あやしいわーるど@？？？」となり、住人の意見により「あやしいわーるど@わかな」となる。その後ランダム名の時代を経て「あやしいわーるど@クリスマス島」で定着する。島であるため、管理者は酋長と呼ばれている。

### 相談君事件
2000年4月、AGStarに注意された相談君が連日電話抗議するという事件が起こる。この事件がきっかけでAGStarは住人に対して疑念を抱えていく事になる。このことが後のアクセス制限になったと考えられているが定かではない。

### あやしいわーるど@みらい　設立の経緯
2000年2月22日、大規模なアクセス制限により退避板が乱立。この時、WebARENAに掲示板を設置した町の妖精( '-')ﾉによって後の「あやしいわーるど@みらい」が設立される。当初の名前は「あやしいわーるど@暫定」である。禁止ワード導入、アクセス制限などや、住人の傾向はII時代のものを色濃く残しており、反2ちゃんねるの傾向は最も強かった。同時に反AGStar派が最も多かった。更には一番人の多い掲示板でもあった。
この後、「あやしいわーるどII」ではAGStarとその身内による会話傾向と排他的指向が更に強まり、次第に住人が離反していくこととなる。

### あやしいわーるど@暫定　設立の経緯
2002年1月2日、大規模なアクセス制限により、わんだーぎゃははは主宰の「なぞ掲示板@串弁慶2002」

に強制的に転送されるという事態が起きる。
あまりにも多くの住人が転送されたため串弁慶掲示板の反応が重くなり、退避板の必要性に迫られる。この時、空白との相談の上、WebARENAに退避板を設置した下衆ナッツ、擬古猫の2人によって2002年1月4日に、後のあやしいわーるど@暫定が設立される。当初の管理を見かねて宇多田レイパーも参画し、3人体制の管理となる。ごく初期の名前は「nameless」で、その後、宇多田レイパーによって「あやしいわーるど（暫定名）」に変更された。この後住人投票により「あやしいわーるど@暫定」となる。

## 運営について
住人はほぼ固定メンバーとなりながらも運営は続けられている。
しかし2015年秋に長期のサーバーダウンになり2015/10/28に避難所が設立された。

## その後の元II難民
II以外のそれぞれの掲示板に多数いる。通称弾かれ難民。管理者であるAGStarはそのカリスマ性で時々話題に上ることもある。これは厳格な管理能力が評価される反面、反感をもかう結果になっているが、みな、おおむね好意的である。だが徹底的に嫌う住人も少なくはない。
1. ↑  特定電気通信役務提供者の損害賠償責任の制限及び発信者情報の開示に関する法律の成立かつ周知、その他善管注意義務周知などのネット社会的モラル向上により現在では行われていない。
2. ↑  開始当初のログ
3. 1 2  ホスティングサーバのネット帯域幅制限などにより制約を受け通信端末（Webブラウザ）のリクエスト反応速度が遅くなること
4. ↑  名称変更された直後のあやしいわーるどII 1999年7月21日
5. ↑  萌えホ集計
6. ↑  Live365.com http://www.live365.com/
7. ↑  日経BP デジタルARENA 誰でも合法ネットラジオ！「Live365.com」
8. ↑  クリスマス島設立当時のII
9. ↑  初期の@クリスマス島
10. ↑  あやしいWalker 相談君事件
11. ↑  初期の@みらい
12. ↑  あやしいわーるどII AGStarの所信表明
13. ↑  あやしいWalker「ぁ界情勢 (2000年初頭版)」
14. ↑  WebArchive Jan 06, 2002
15. ↑  WebArchive Jan 06, 2002